# Ghana op de Olympische Zomerspelen 1988
Ghana nam deel aan de Olympische Zomerspelen 1988 in Seoel, Zuid-Korea. Er werden geen medailles gewonnen.

## Deelnemers en resultaten

### Atletiek
| Olympiër                                                     | Discipline             | Resultaat | Prestatie                                                                          |
| ------------------------------------------------------------ | ---------------------- | --------- | ---------------------------------------------------------------------------------- |
| John Myles-Mills                                             | 100m (m)               | 14e       | serie 12: 1ste in 10,31 kwartfinale 6: 1ste in 10,21 halve finale 1: 8ste in 10,43 |
| Emmanuel Tuffour                                             | 100m (m)               | 21e       | serie 4: 1ste in 10,31 kwartfinale 4: 4de in 10,37                                 |
| John Myles-Mills                                             | 200m (m)               | 23e       | serie 10: 4de in 21,02 kwartfinale 3: 6de in 20,95                                 |
| John Myles-Mills Eric Akogyiram Salaam Gariba Nelson Boateng | 4x100m (m)             | 12e       | serie 2: 3de in 39,13 halve finale 2: 5de in 39,46                                 |
| Francis Dodoo                                                | hink-stap-springen (m) | 17e       | kwalificatie groep B: 10de met 16,17m                                              |
|                                                              |                        |           |                                                                                    |
| Dinah Yankey                                                 | 100m (v)               | 29e       | serie 8: 4de in 11,64 kwartfinale 3: 8ste in 11,63                                 |
| Dinah Yankey                                                 | 100m horden (v)        | 24e       | serie 2: 6de in 13,64                                                              |
| Veronica Bawuah Diana Yankey Mercy Addy Martha Appiah        | 4x100m (v)             | 13e       | serie 3: 5de in 44,12 halve finale 2: 6de in 44,30                                 |
| Juliana Yendork                                              | verspringen (v)        | 27e       | kwalificatie groep A: 14de met 5,40m                                               |

### Boksen
| Olympiër       | Discipline  | Resultaat | Prestatie |
| -------------- | ----------- | --------- | --- |
| Alfred Kotey   | -51kg (m)   | 5e        | 1ste ronde: vrij 2de ronde: W van KUW Al-Mutairi: scheidsrechterlijke beslissing 3de ronde: W van TAN Mwangata: 5-0 kwartfinale: V van MEX Gonzalez: walk-over |
| Ike Quartey    | -63,5kg (m) | 9e        | 1ste ronde: vrij 2de ronde: W van DOM Saizozema: 5-0 3de ronde: V van AUS Cheney: 0-5                                                                          |
| Alfred Ankamah | -67kg (m)   | 17e       | 1ste ronde: W van MAW Simbeye: knock-out 2de ronde: V van USA Gould: 0-5                                                                                       |
| Emmanuel Quaye | -71kg (m)   | 32e       | 1ste ronde: V van ECU Mercado: knock-out |

### Tafeltennis
| Olympiër       | Discipline    | Resultaat | Prestatie |
| -------------- | ------------- | --------- | --- |
| Patricia Offel | enkelspel (v) | 41e       | groep D: 6de V van AUS Tepper: 1-3 V van HKG Ka Sha: 0-3 V van JPN Ishida: 0-3 V van MAS Wai Cheng: 1-3 V van CHN Li: 0-3 |

Afghanistan · Algerije · Amerikaanse Maagdeneilanden · Amerikaans-Samoa · Andorra · Angola · Antigua en Barbuda · Argentinië · Aruba · Australië · Bahama’s · Bahrein · Bangladesh · Barbados · België · Belize · Benin · Bermuda · Bhutan · Birma · Bolivia · Bondsrepubliek Duitsland · Botswana · Brazilië · Britse Maagdeneilanden · Brunei · Bulgarije · Burkina Faso · Canada · Centraal-Afrikaanse Republiek · Chili · China · Chinees Taipei · Colombia · Congo-Brazzaville · Cookeilanden · Costa Rica · Cyprus · Denemarken · Djibouti · Dominicaanse Republiek · Duitse Democratische Republiek · Ecuador · Egypte · El Salvador · Equatoriaal-Guinea · Fiji · Filipijnen · Finland · Frankrijk · Gabon · Gambia · Ghana · Grenada · Griekenland · Groot-Brittannië · Guam · Guatemala · Guinee · Guyana · Haïti · Honduras · Hongarije · Hongkong · Ierland · IJsland · India · Indonesië · Irak · Iran · Israël · Italië · Ivoorkust · Jamaica · Japan · Joegoslavië · Jordanië · Kaaimaneilanden · Kameroen · Kenia · Koeweit · Laos · Lesotho · Libanon · Liberia · Libië · Liechtenstein · Luxemburg · Malawi · Malediven · Maleisië · Mali · Malta · Marokko · Mauritanië · Mauritius · Mexico · Monaco · Mongolië · Mozambique · Nederland · Nederlandse Antillen · Nepal · Nieuw-Zeeland · Niger · Nigeria · Noord-Jemen · Noorwegen · Oeganda · Oman · Oostenrijk · Pakistan · Panama · Papoea-Nieuw-Guinea · Paraguay · Peru · Polen · Portugal · Puerto Rico · Qatar · Roemenië · Rwanda · Saint Vincent en de Grenadines · Salomonseilanden · Samoa · San Marino · Saoedi-Arabië · Senegal · Sierra Leone · Singapore · Soedan · Somalië · Sovjet-Unie · Spanje · Sri Lanka · Suriname · Swaziland · Syrië · Tanzania · Thailand · Togo · Tonga · Trinidad en Tobago · Tsjaad · Tsjecho-Slowakije · Tunesië · Turkije · Uruguay · Vanuatu · Venezuela · Verenigde Arabische Emiraten · Verenigde Staten · Vietnam · Zaïre · Zambia · Zimbabwe · Zuid-Jemen · Zuid-Korea · Zweden · Zwitserland